# NGC 7229
NGC 7229 este o emission-line galaxy⁠(d) situată în constelația Peștele Austral. A fost descoperită în 27 septembrie 1834 de către John Herschel. Se află la o distanță de 59,51 de megaparseci de Pământ.